# أوري كيموتو
أوري كيموتو (باليابانية: 樹元 オリエ) مواليد 26 يناير 1979 في طوكيو، اليابان، هي مؤدية أصوات يابانية بدأت نشاطها عام 2005.

## أعمال
- دي جرايمان
- رحلة بورفي الطويلة
- هيتوهيرا - موغي آساي

## وصلات خارجية
- أوري كيموتو على موقع IMDb (الإنجليزية)
- أوري كيموتو على موقع ميوزك برينز (الإنجليزية)
- أوري كيموتو على موقع قاعدة بيانات الفيلم (الإنجليزية)
- أوري كيموتو على موقع ANN person (الإنجليزية)